# Sidney Leslie Goodwin

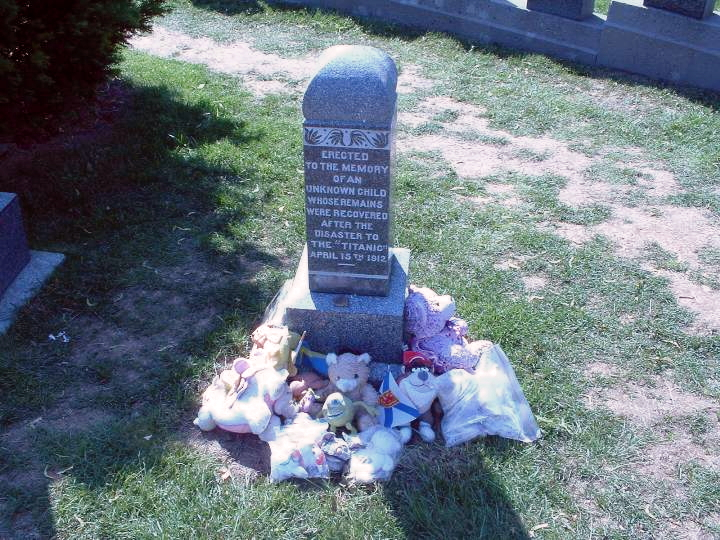
Goodwins grav i juni 2006.

Sidney Leslie Goodwin, född 9 september 1910, död 15 april 1912, var en 19-månader gammal engelsk pojke som dog vid förlisningen av Titanic. Hans oidentifierade kropp återfanns efter förlisningen, och i årtionden gick han under namnet "det okända barnet" tills det att man år 2007 lyckades identifiera kroppen som Goodwin. 
Han gick ombord på Titanic i Southampton den 10 april 1912 tillsammans med sina föräldrar Frederick och Augusta samt sina fem syskon. Familjen reste i tredje klass. Från början skulle de likt många andra passagerare inte alls ha varit med på Titanic, men bokades om dit sedan deras fartyg blivit upplagt på grund av en stor kolstrejk. Fadern hade blivit tipsad av sin bror som redan bodde i USA om att det fanns jobb att få vid ett nytt kraftverk i Niagara. Om deras förehavanden ombord är inte mycket känt, överlevaren Frank Goldsmith mindes dock att han under resan lekte med Harold Goodwin, en av sönerna.
Ingen ur familjen lyckades överleva förlisningen. Sidney var även den ende från sin familj som återfanns. Hans kropp var den fjärde som togs upp från havet. Besättningen från skeppet Mackay-Bennett som återfann Sidney chockades av upptäckten och de bestämde sig för att själva bekosta en kista och gravsten för honom.
Långt in på 2000-talet var frågan om vem som vilade i graven olöst. Den svenska pojken Gösta Pålsson och den finska pojken Eino Viljami Panula hade tidigare figurerat som tänkbara kandidater.
Författaren Walter Lord ägnade ett kapitel åt familjen Goodwin i sin bok The Night Lives On 1986. Rederiet White Star Line hävdade att så många familjer omkom i katastrofen eftersom många av passagerarna inte kunde engelska och inte förstod hur de skulle göra för att ta sig till livbåtarna under evakueringen. Men familjen Goodwin var från England och ändå klarade sig ingen av dem.

## Fotnoter
1. 1 2 3  Encyclopedia Titanica.[källa från Wikidata]
2. ↑  https://www.encyclopedia-titanica.org/titanic-victim/frederick-joseph-goodwin.html
3. ↑  http://news.bbc.co.uk/2/hi/americas/6925640.stm